# Donji Višnjik
Donji Višnjik (szerbül: Доњи Вишњик), település Bosznia-Hercegovinában, Derventa községben, a Szerb Köztársaság északi régiójában. 

## Fekvése
A település Bosznia-Hercegovina északi részén, Dobojtól légvonalban 31, közúton 43 km-re északra, községközpontjától légvonalban 18, közúton 17 km-re keletre fekvő dombos vidéken, 174-304 méteres magasságban fekszik.

## Népessége
| Nemzetiségi csoport | Népesség 1991 | Népesség 2013 |
| ------------------- | ------------- | ------------- |
| Szerb               | 67            | 55            |
| Bosnyák             | 0             | 0             |
| Horvát              | 617           | 138           |
| Jugoszláv           | 4             | 0             |
| Egyéb               | 16            | 0             |
| Összesen            | 704           | 193           |

## Története
A horvát lakosságú település 1878-ig tartozott az Oszmán Birodalomhoz. Ekkor a berlini kongresszus határozata alapján az Osztrák-Magyar Monarchia része lett. 1879-ben az első osztrák-magyar népszámlálás során a Derventi járáshoz tartozó Višnjik településnek 63 háztartása, 287 római katolikus és 95 ortodox lakosa volt. 1910-ben a Derventai járáshoz tartozó Višnjik településen 116 háztartást, 218 ortodox és 504 római katolikus lakost találtak. A monarchia szétesésével 1918-ban előbb a Szerb-Horvát-Szlovén Királyság, majd 1929-től a Jugoszláv Királyság része lett. 1921-ben a Derventai járáshoz tartozó Višnjik településnek 782 lakosa volt, közülük 242 ortodox és 540 római katolikus volt. Az 1929-es törvény értelmében, amikor Bosznia-Hercegovinát négy banovinára, Drinskára, Vrbaskára, Zetskára és Primorskára osztották, a település a Vrbaska banovina (Orbászi Bánság) része lett, amelynek székhelye Banja Luka volt. 1939-ben a közigazgatás átszervezésével a Hrvatska banovina (Horvát Bánság) része lett.
A második világháborúban Jugoszlávia megszállása után a Független Horvát Állam (NDH) része lett. A második világháború után 1992-ig a település a szocialista Jugoszlávia keretében a Bosznia-Hercegovinai Népköztársaság része volt. A boszniai háború során a falu teljesen elpusztult, lakosságát elűzték.  A boszniai háborút lezáró daytoni békeszerződés rendelkezése alapján az ország területét felosztották a Bosznia-hercegovinai Föderáció és a boszniai Szerb Köztársaság között. A békeszerződés utáni területmegosztási megállapodás értelmében a település Derventa község részeként a Boszniai Szerb Köztársasághoz került. Višnjik 1992-es eleste után és 1998-ig senki sem látogathatta a falut. A két Brod közötti híd javítása és megépítése után sokan azonnal elkezdtek a faluba járni. A visszatérők többsége azonnal munkához látott, az első feladat a házuk kitakarítása és kitisztítása volt, sokan a felújításon dolgoztak, és ablakok és ajtók nélküli házakban aludtak. 2010-ben felépítették kápolnájukat. Ezt megelőzően a temetőt ismét bekerítették, mert onnan is mindent elvittek, amit csak el lehetett vinni.

## Nevezetességei
A falu római katolikus Szentlélek kápolnáját 2010-ben építették Donji Višnjik lakosainak adományából Zvonko Marić és Ante Miloš, valamint a falu néhány másik lakosának kezdeményezésére. Felszentelése 2011. április 3-án történt.